# Pyszczyn (Żarów)

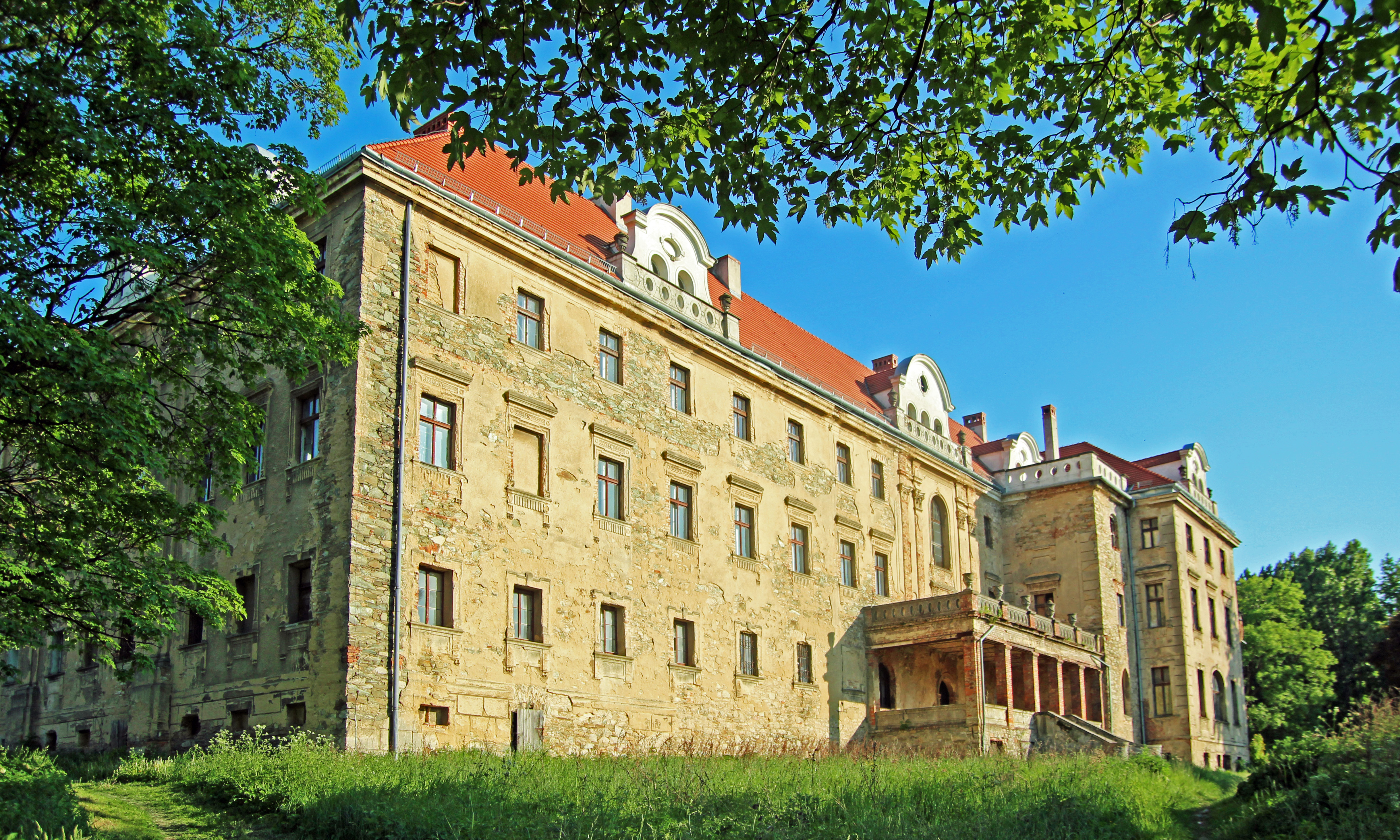
Schloss Pyszczyn

Pyszczyn (deutsch Pitschen) ist ein Ort in der Stadt- und Landgemeinde Żarów (Saarau) im Powiat Świdnicki der Woiwodschaft Niederschlesien in Polen. 

## Geographie
Pyszczyn liegt ca. 8 Kilometer nordöstlich von Żarów am Nordwesthang des 295 m hohen Pitschenberges (polnisch Pyszczyńska Góra) zum Tal des Striegauer Wassers (Strzegomka). 
Nachbarorte sind Osiek (Ossig) und Bogdanów (Neuhof) im Nordosten, Buków (Bockau) im Osten, Dzikowa (Ebersdorf) und Imbranowice (Imbramowice) im Südosten, Marcinowice (Groß Merzdorf) und Tarnawa (Tarnau) im Süden, Mielęcin (Pfaffendorf) und Kruków (Raaben) im Südwesten und Zastruże (Sasterhausen) im Westen.

## Geschichte
Der 1213 erstmals erwähnte Ort gelangte nach der Teilung des Herzogtums Schlesien 1248/51 an das Herzogtum Breslau und im Jahre 1277 an das Herzogtum Liegnitz, das dessen Herzog Boleslaw III. am 9. Mai 1329 als ein Lehen Böhmen unterstellt hatte. 1339 schenkte der Schweidnitzer Herzog Bolko II. Pitschen dem Johann von Czirn (Tschirn), dessen Nachkommen bis 1520 im Besitz von Pitschen blieben. Nachfolgender Besitzer war bis 1725 das Adelsgeschlecht von Reichenbach.
Vermutlich danach gelangte Pitschen als ein Lehen an die Breslauer Bischöfe. Bischof Franz Ludwig von Pfalz-Neuburg übertrug Pitschen seinem kurtrierer Hofkanzler Heinrich Gottfried von Spaetgen (auch Spätgen, † 1750). Dessen Tochter Josepha vermählte sich mit Heinrich Gottfried von Mattuschka (1734–1779).
Nach dem Ersten Schlesischen Krieg 1742 fiel Pitschen mit dem größten Teil Schlesiens an Preußen. Nach der Neuordnung Preußens wurde es dem Landkreis Neumarkt und 1818 dem Kreis Striegau eingegliedert. 1845 bestand Pitschen aus einem herrschaftlichen Vorwerk mit Braurecht. In den 45 Häusern lebten 295 Einwohner (davon 85 evangelisch). Außerhalb befand sich am Striegauer Wasser eine Wassermühle mit einer Brennerei. Seit 1874 gehörte die Landgemeinde Pitschen zum Amtsbezirk Bockau, dem auch die Landgemeinden Bockau und Ebersdorf sowie der Gutsbezirk Pitschen eingegliedert waren. Nach der Auflösung des Kreises Striegau 1932 gehörte Pitschen bis 1945 wiederum zum Landkreis Neumarkt, mit dem es bis 1945 verbunden blieb.
Als Folge des Zweiten Weltkriegs fiel Pitschen mit dem größten Teil Schlesiens 1945 an Polen und wurde in Pyszczyn umbenannt. Die deutsche Bevölkerung wurde – soweit sie nicht vorher geflohen war – 1946 vertrieben. Die neu angesiedelten Bewohner waren zum Teil Vertriebene aus Ostpolen, das an die Sowjetunion gefallen war. 1975–1998 gehörte Pyszczyn zur Woiwodschaft Wałbrzych (Waldenburg).

## Sehenswürdigkeiten
- Schloss Pitschen, erbaut 1726–1727 von Heinrich Gottfried von Spaetgen.

## Persönlichkeiten
- Heinrich Gottfried von Mattuschka (1734–1779), verfasste hier 1776 sein „Botanisches Geschlechts- und Nahmens-Register zur Erlaeuterung des Grafen von Mattuschka Flora Silesiaca“, das 1779 im Breslauer Verlag Wilhelm Gottlieb Korn gedruckt wurde.